# Loi de Skellam
En théorie des probabilités et en statistique, la loi de Skellam est la loi de probabilité discrète de la différence de deux variables aléatoires indépendantes N1 et N2 de loi de Poisson de paramètres respectifs μ1 et μ2.
Cette loi est utilisée pour décrire la différence entre deux images d'un bruit quantique ou pour comparer les résultats sportifs lors d'égalité des points dans certains sports tels que le baseball, le hockey sur glace et le football.
La fonction de masse de la loi de Skellam issue de deux lois de Poisson de paramètres μ1 et μ2 est donnée par :
{\displaystyle f(k;\mu _{1},\mu _{2})=\mathrm {e} ^{-(\mu _{1}+\mu _{2})}\left({\mu _{1} \over \mu _{2}}\right)^{k/2}I_{|k|}(2{\sqrt {\mu _{1}\mu _{2}}})}
où Ik est la fonction de Bessel modifiée de première espèce.
Le nom de cette loi est issue du statisticien et biologiste John Gordon Skellam.

## Construction
La fonction de masse d'une loi de Poisson de paramètre μ est donnée par :
{\displaystyle f(n;\mu )={\mu ^{n} \over n!}\mathrm {e} ^{-\mu }}
pour n ≥ 0 (et 0 sinon). La loi de Skellam  est la corrélation croisée de deux lois de Poisson (Skellam, 1946) :
{\displaystyle f(k;\mu _{1},\mu _{2})=\sum _{n=-\infty }^{\infty }f(k\!+\!n;\mu _{1})f(n;\mu _{2})}
{\displaystyle =\mathrm {e} ^{-(\mu _{1}+\mu _{2})}\sum _{n=-\infty }^{\infty }{{\mu _{1}^{k+n}\mu _{2}^{n}} \over {n!(k+n)!}}.}
Puisque la loi de Poisson est une loi sur les entiers positifs, tous les termes négatifs dans les factorielles de la somme précédente sont fixés à zéro. Ceci implique :
{\displaystyle {\frac {f(k;\mu _{1},\mu _{2})}{f(-k;\mu _{1},\mu _{2})}}=\left({\frac {\mu _{1}}{\mu _{2}}}\right)^{k}}
ainsi :
{\displaystyle f(k;\mu _{1},\mu _{2})=\mathrm {e} ^{-(\mu _{1}+\mu _{2})}\left({\mu _{1} \over \mu _{2}}\right)^{k/2}I_{|k|}(2{\sqrt {\mu _{1}\mu _{2}}})}
où Ik est la fonction de Bessel du première espèce. Le cas spécial où μ1 = μ2 (= μ) est étudié par Irwin (1937), la fonction de masse est alors :
{\displaystyle f(k;\mu ,\mu )=\mathrm {e} ^{-2\mu }I_{|k|}(2\mu ).}
On peut également remarquer qu'en utilisant les valeurs limites des fonctions de Bessel, on peut retrouver la loi de Poisson comme cas spécial de la loi de Skellam pour μ2 = 0.

## Propriétés
En tant que probabilité, la fonction de masse est normalisée, c'est-à-dire : {\displaystyle \sum _{k=-\infty }^{\infty }f(k;\mu _{1},\mu _{2})=1}.
Puisque la fonction génératrice des probabilités de la loi de Poisson est : G(t ; μ) = eμ(t – 1), la fonction génératrice des probabilités de la loi de Skellam est alors donnée par :
{\displaystyle G(t;\mu _{1},\mu _{2})=\sum _{k=0}^{\infty }f(k;\mu _{1},\mu _{2})t^{k}}
{\displaystyle =G(t;\mu _{1})G(1/t;\mu _{2})\,}
{\displaystyle =\mathrm {e} ^{-(\mu _{1}+\mu _{2})+\mu _{1}t+\mu _{2}/t}.}
Remarquons que la forme de la fonction génératrice implique que la loi des sommes des différences de variables aléatoires indépendantes de lois de Skellam est encore une loi de Skellam. Il est parfois dit que toute combinaison linéaire de deux variables aléatoires de loi de Skellam est encore de loi de Skellam. Cependant, ceci n'est valable que par multiplication par ±1, sinon le support de la loi en serait changé.
La fonction génératrice des moments de la loi de Skellam est donnée par :
{\displaystyle M(t;\mu _{1},\mu _{2})=G(\mathrm {e} ^{t};\mu _{1},\mu _{2})=\sum _{k=0}^{\infty }{t^{k} \over k!}\,m_{k}}
ce qui donne les moments mk. En définissant {\displaystyle \Delta \ {\stackrel {\mathrm {def} }{=}}\ \mu _{1}-\mu _{2}} et {\displaystyle \mu \ {\stackrel {\mathrm {def} }{=}}\ (\mu _{1}+\mu _{2})/2}, les moments sont donnés par :
{\displaystyle m_{1}=\Delta \;,\;m_{2}=2\mu +\Delta ^{2}{\text{ et }}m_{3}=\Delta (1+6\mu +\Delta ^{2}).}
Les moments par rapport à la moyenne sont donnés par :
{\displaystyle M_{2}=2\mu \;,\;M_{3}=\Delta {\text{ et }}M_{4}=2\mu +12\mu ^{2}.}
L'espérance, la variance, l'asymétrie et le kurtosis sont donnés respectivement par :
{\displaystyle \mathbb {E} (n)=\Delta ,}
{\displaystyle \sigma ^{2}=2\mu ,}
{\displaystyle \gamma _{1}=\Delta /(2\mu )^{3/2},}
{\displaystyle \gamma _{2}=1/2\mu .}
La fonction génératrice des cumulants est donnée par :
{\displaystyle K(t;\mu _{1},\mu _{2})\ {\stackrel {\mathrm {def} }{=}}\ \ln(M(t;\mu _{1},\mu _{2}))=\sum _{k=0}^{\infty }{t^{k} \over k!}\,\kappa _{k}}
qui donne les cumulants :
{\displaystyle \kappa _{2k}=2\mu {\text{ et }}\kappa _{2k+1}=\Delta .}
Pour le cas particulier où μ1 = μ2, un développement asymptotique, pour μ grand, de la fonction de Bessel du première espèce donne (Abramowitz & Stegun 1972, p. 377) :
{\displaystyle f(k;\mu ,\mu )\sim {1 \over {\sqrt {4\pi \mu }}}\left[1+\sum _{n=1}^{\infty }(-1)^{n}{\{4k^{2}-1^{2}\}\{4k^{2}-3^{2}\}\cdots \{4k^{2}-(2n-1)^{2}\} \over n!\,2^{3n}\,(2\mu )^{n}}\right]}
Pour ce cas particulier, lorsque k est grand d'ordre O(√2μ) la loi tend vers la loi normale :
{\displaystyle f(k;\mu ,\mu )\sim {\mathrm {e} ^{-k^{2}/4\mu } \over {\sqrt {4\pi \mu }}}.}